# Конвенц, Гуго
Гуго Конвенц (нем. Hugo Wilhelm Conwentz) (20 января 1855 — 12 мая 1922) — немецкий пионер охраны природы, профессор. В начале XX века его имя было широко известно во всей Европе. Его философское влияние на развитие европейской идеи защиты дикой природы огромно. Так, пионер охраны природы России В. И. Талиев писал: «Движение в пользу охраны „памятников природы“, быстро растущее в Западной Европе, тесно связано с именем немецкого профессора Конвенца».

## У истоков концепции заповедности
Долгое время считалось, что автором концепции заповедности является пионер охраны природы России, профессор Московского университета Г. А. Кожевников. Однако это мнение является ошибочным. Не умаляя значения Кожевникова в развитии заповедного дела России и СССР, а также в теоретическом обосновании концепции заповедности, родоначальником концепции заповедности является пионер охраны природы Германии Гуго Конвенц.

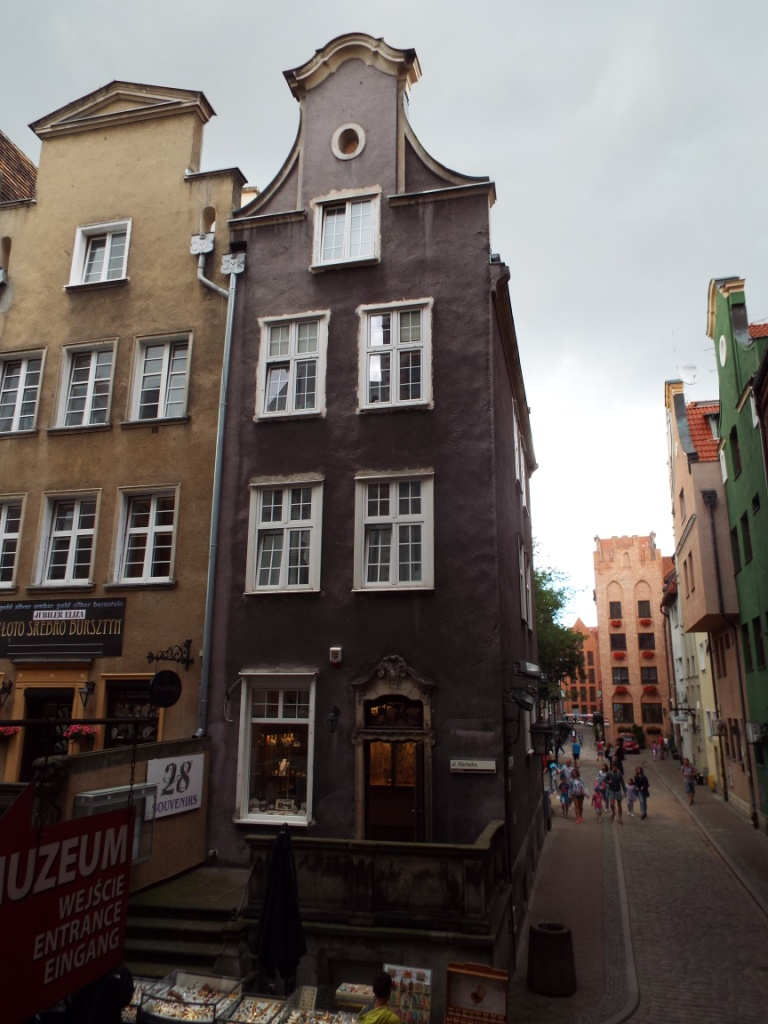
«'Дом, в котором проживал Гуго Конвенц в Гданьске по адресу Мариацкая, 28. 2016 г.»'

Его деятельность по созданию абсолютно-заповедных (полных) заказников является первой (документально подтверждённой) в истории человеческой цивилизации. Ещё в 1907 г. (за два года до публикации известной работы Г. А. Кожевникова «О необходимости устройства заповедных участков для охраны русской природы»), он создал в Германии (земля Бранденбург) полный (абсолютный) резерват «Плафеген» (болотистый лес) на площади 172 га. Этот полный резерват существует в Германии по сей день. В 1909 г. на территории современной Польши (Гданьск), он создал полный резерват «Птичье святилище» на площади 82 га. Территория была защищена ограждением, поставлена табличка «Вход запрещён», а также налажен мониторинг. В 1916 г., в разгар Первой мировой войны, Г. Конвенц добивается создания заповедной зоны в Беловежской пуще на территории 3 тыс. га, спасая лес от рубок. Сейчас эта часть Пущи входит в заповедную зону польского Беловежского национального парка.
В своем труде «Практика охраны памятников природы», изданной в Германии в 1904 году, за 5 лет до публикации известной работы Г. А. Кожевникова «О необходимости устройства заповедных участков для охраны русской природы»), Г. Конвенц писал о необходимости введения особой категории памятников природы, которые «подлежат абсолютной защите». В таких полных резерватах, по мнению Г. Конвенца, должны быть запрещены не только сплошные и выборочные рубки, но и вырубка старых, дуплистых деревьев, борьба с «вредными» животными, посадка леса, добыча камня, сбор растений, ловля животных, а также посещение резервата людьми полностью. Также Г. Конвенц поднял вопрос о необходимости заповедания крупных природных объектов в Антарктиде: «И потому необходимо безотлагательно признать определённую ограниченную территорию неприкосновенной, чтобы сохранить для будущих поколений ещё естественную спокойную часть нетронутой природы».
Революционная идея Гуго Конвенца о заповедности в XXI веке нашла поддержку всей мировой общественности, в том числе и европейского сообщества. Это отразилось в специальной категории охраняемых территорий Международного союза охраны природы (МСОП), — 1-А (строгий природный резерват), который является аналогом отечественных категорий природно-заповедного фонда — «природный заповедник», «заповедное урочище».
Эту классификацию утвердил МСОП в 1994 г. Всего в мире на 2008 г. был 4731 участок, что соответствует категории МСОП 1-А.
В Европе, кроме Украины, России, Беларуси, Молдовы, категория 1-А есть на Шпицбергене, в Финляндии, Македонии, Латвии, Литве, Болгарии, Великобритании, Сербии, Норвегии, Испании, Словении, Словакии, Германии, Греции, Черногории, Хорватии, Австрии, Швейцарии, Румынии.
В ряде европейских стран (Германия, Австрия) начался тренд на увеличение до 75 % заповедных зон в национальных парках, до 75 % и более их площади увеличивают в национальных парках США и Канады. В Польше заповедность именуется термином «пассивная охрана природы», и польские экологи проводят по этой теме специальные исследования, конференции, выпускают труды.
Гуго Конвенц с раннего детства заинтересовался природой, что привело его на естественный факультет бреславского университета, по окончании которого он был назначен директором природного музея в Данциге (современный Гданьск). В 1906 году учёный возглавил первую в Европе Государственную комиссию по охране памятников природы (в Пруссии).
В отличие от американцев, которые первыми в мире стали организовывать огромные по площади национальные парки, причем, в основном, для рекреационных потребностей своей нации, Гуго Конвенц поднял вопрос о завещании, во-первых, небольших объектов природы, и, во-вторых, исходя в основном из научных побуждений, реанимировал важное понятие «памятник природы».
Отметим, что термин «памятник природы» ввел в природоохранный обиход ещё в 1819 году известный географ и путешественник Александр фон Гумбольдт. Он описал в Венесуэле одно огромное дерево, назвав его «памятником природы». Удачное сравнение ценности такого природного памятника с памятниками искусства или истории, ценность которых уже была понятна и признана, подкрепленное авторитетом Гумбольдта и Конвенца, стало толчком к популяризации охраны отдельных объектов природы. Благодаря Конвенцу интересные, уникальные, редкие природные объекты стали именовать памятниками. Понятие это сформировалось с появлением в обществе исторического и национального самосознания, что подтверждает и сам термин «памятник», концентрирующий память об вымирающие виды растений и животных, чудесные ландшафты. Заслуга Гуго Конвенца также ещё и в том, что он не только раскрыл глаза современников на научную, эстетическую, педагогическую и патриотическую ценности памятников природы, но и предложил их брать под охрану государства. Причём своими действиями продемонстрировал, как это следует делать.
Философию охраны памятников природы учёный изложил в своей классической книге «Угроза памятникам природы и предложения по их сохранению» (1904), которая вскоре была переведена и издана практически во всех ведущих европейских странах (в переводе на русский язык она впервые издана Киевским эколого-культурным центром в 2000 году).
В своих взглядах Конвенц (как тогда и много его сограждан) отождествлял «охрану природы» с «охраной Родины». Поэтому его можно назвать основоположником не только «научной», но и «патриотической» природоохраны. Так, например, он считал, что охрана природы является частью защиты родины и таким образом становится национальной, а не международной задачей.
Определение того, что такое «памятник природы», данное Конвенцем:
... собственно, только нетронутая местность, а также растения и животные, которые без содействия людей попали на свои места обитания, должны рассматриваться как памятник природы. Это понятие здесь и там должно понемногу расширяться, поскольку полностью нетронутые ландшафты у нас, как и в других культурных странах, вряд ли еще существуют. Так, например, какой-нибудь чудесный ландшафт, имеющий покинутые терриконы или населенные пункты, не должен за это исключаться из списков памятников природы; точно также достойный внимания лес, искусственно прореженный, но который восстановился исключительно благодаря поросли и самосеву, также причисляется к памятникам природы. Наоборот, посаженные деревья, как множество сельских лип, аллеи и целые парковые насаждения, хотя и могут быть интересными сами по себе, не вписываются в тесные рамки понятия «памятники природы
.
Также, по Конвенцу, одни и те же природные объекты (дюны, горы) или панорамы дикой природы в разных странах и регионах могут считаться или не считаться памятниками природы. Все зависит от их редкости (встречаемости). Например, в Северной Германии борозды от ледников — большая редкость и могут быть памятниками природы, в то время как в скандинавских странах они встречаются очень часто и не могут быть отнесены к памятникам природы.

## Чествования ученого
В 2017 году одному из новых видов тихоходов (Tardigrada) из Морской Антарктики дано научное название в честь Гуго Конвенца — Hypsibius conwentzii sp. nov.

## Публикации
- Die Flora des Bernsteins und ihre Beziehungen zur Flora der Tertiärformationen und der Gegenwart. Begonnen von H.R. Goeppert und A. Menge, «nach deren Dahinscheiden selbständig bearbeitet und fortgesetzt von H. Conwentz.» Danzig 1886.
- Monographie der baltischen Bernsteinbäume, Danzig 1890
- Über die Verbreitung des Succinits, besonders in Schweden und Dänemark. In: Schriften der Naturforschenden Gesellschaft in Danzig Band 7, Heft 3, Danzig 1890.
- Die Eibe in Westpreußen, ein aussterbender Waldbaum, Danzig 1892. (Digitalisat in der Digitalen Bibliothek Mecklenburg-Vorpommern)
- Beobachtungen über seltene Waldbäume in Westpreußen mit Berücksichtigung ihres Vorkommens im Allgemeinen. Danzig 1895. (Digitalisat in der Digitalen Bibliothek Mecklenburg-Vorpommern)
- Die Moorbrücken im Thal der Sorge auf der Grenze zwischen Westpreußen und Ostpreußen. Ein Beitrag zur Kenntniss der Naturgeschichte und Vorgeschichte des Landes, Danzig 1897. (Digitalisat in der Digitalen Bibliothek Mecklenburg-Vorpommern)
- Über das Vorkommen der Elsbeere und Rotbuche, Danzig 1899
- Forstbotanisches Merkbuch für Westpreußen — Nachweis der beachtenswerthen und zu schützenden urwüchsigen Bestände, Bäume und Bestände im Königreich Preußen. Herausgegeben auf Veranlassung des preußischen Ministers für Landwirtschaft, Domänen und Forsten, Berlin 1900
- Die Gefährdung der Naturdenkmäler und Vorschläge zu ihrer Erhaltung. Denkschrift, dem Herrn Minister der geistlichen, Unterrichts- und Medizinal-Angelegenheiten überreicht, Berlin 1904
- Die Heimatkunde in der Schule. Grundlage und Vorschläge zur Förderung der naturgeschichtlichen und geographischen Heimatkunde in der Schule, Berlin 1904
- als Mitautor: Das Plagefenn bei Chorin. Ergebnisse der Durchforschung eines Naturschutzgebietes der Preußischen Forstverwaltung, Berlin 1912
- Naturschutzgebiete in Deutschland, Österreich und einigen anderen Ländern. In: Zeitschrift der Gesellschaft für Erdkunde zu Berlin. 1915, S. 29-51 (Digitalisat)
- Merkbuch für Naturdenkmalpflege und verwandte Bestrebungen, Berlin 1918
- Heimatkunde und Heimatschutz in der Schule. Abteilung 1, Berlin 1922